# Кэйсон, Андре
Андре Кэйсон (англ. Andre Cason, род. 20 января 1969 года, Вирджиния-Бич, шт. Вирджиния, США) — американский легкоатлет, спринтер, двукратный чемпион мира в эстафете 4×100 метров (1991, 1993), серебряный призёр чемпионата мира 1993 года в беге на 100 метров, чемпион мира в помещении в беге на 60 метров (1991). В 1992—1998 владел мировым рекордом в беге на 60 метров (6,41 с).
Пик спортивной карьеры Кэйсона пришёлся на 1992—1993 годы. Весной 1992 года он установил мировой рекорд в беге на 60 метров в залах и к началу лета находился в хорошей спортивной форме. Однако на отборочных соревнованиях в олимпийскую сборную США получил травму и пропустил остаток сезона..
В 1993 году Кэйсон выиграл чемпионат США в беге на 100 метров, а затем завоевал серебряную медаль на чемпионате мира с личным рекордом 9,92 м. В эстафете 4×100 метров он в составе команды США в полуфинале повторил мировой рекорд (37,40 с), а затем выиграл золото с результатом 37,48 с.